# اون‌هی
تی‌وی ناول: اون‌هی (کره‌ای: TV소설 은희) یا اون‌هی (کره‌ای: 은희) یک مجموعه تلویزیونی محصول کره جنوبی سال ۲۰۱۳ با بازی کیونگ سو جین، لی این، چوی یون سو و جونگ می جین است. این مجموعه از ۲۴ ژوئن ۲۰۱۳ تا ۳ ژانویه ۲۰۱۴، روزهای دوشنبه تا جمعه ساعت ۰۹:۰۰ (کی‌اس‌تی) از کی‌بی‌اس۲ پخش شد.

## بازیگران

### اصلی
- کیونگ سو جین در نقش کیم اون هی
- لی این در نقش ایم سونگ جه
  - جونگ یو گون در نقش جوانی سونگ جه
- چوی یون سو در نقش چا یونگ جو
- جونگ می جین در نقش چوی جونگ ته